# Futebol Clube Mosteirense
El FC Mosteirense es un equipo de fútbol de Portugal que juega en la Liga Regional de Portalegre, una de las ligas que conforman la cuarta división de fútbol en el país.

## Historia
Fue fundado el 6 de febrero de 1985 en la ciudad de Mosteiros-Arroches del distrito de Portalegre y forma parte de la Asociación de Fútbol de Portalegre, por lo que puede participar en los torneos organizados por la asociación.
Sus logros han sido regionales, cuentan con pocas apariciones en la Copa de Portugal.

## Palmarés
- Liga Regional de Portalegre: 1

2017/18
- Segunda División de Portalegre: 1

1996/97
- Super Copa de Portalegre: 2

2013/14, 2014/15